# Linnéa af Upsala

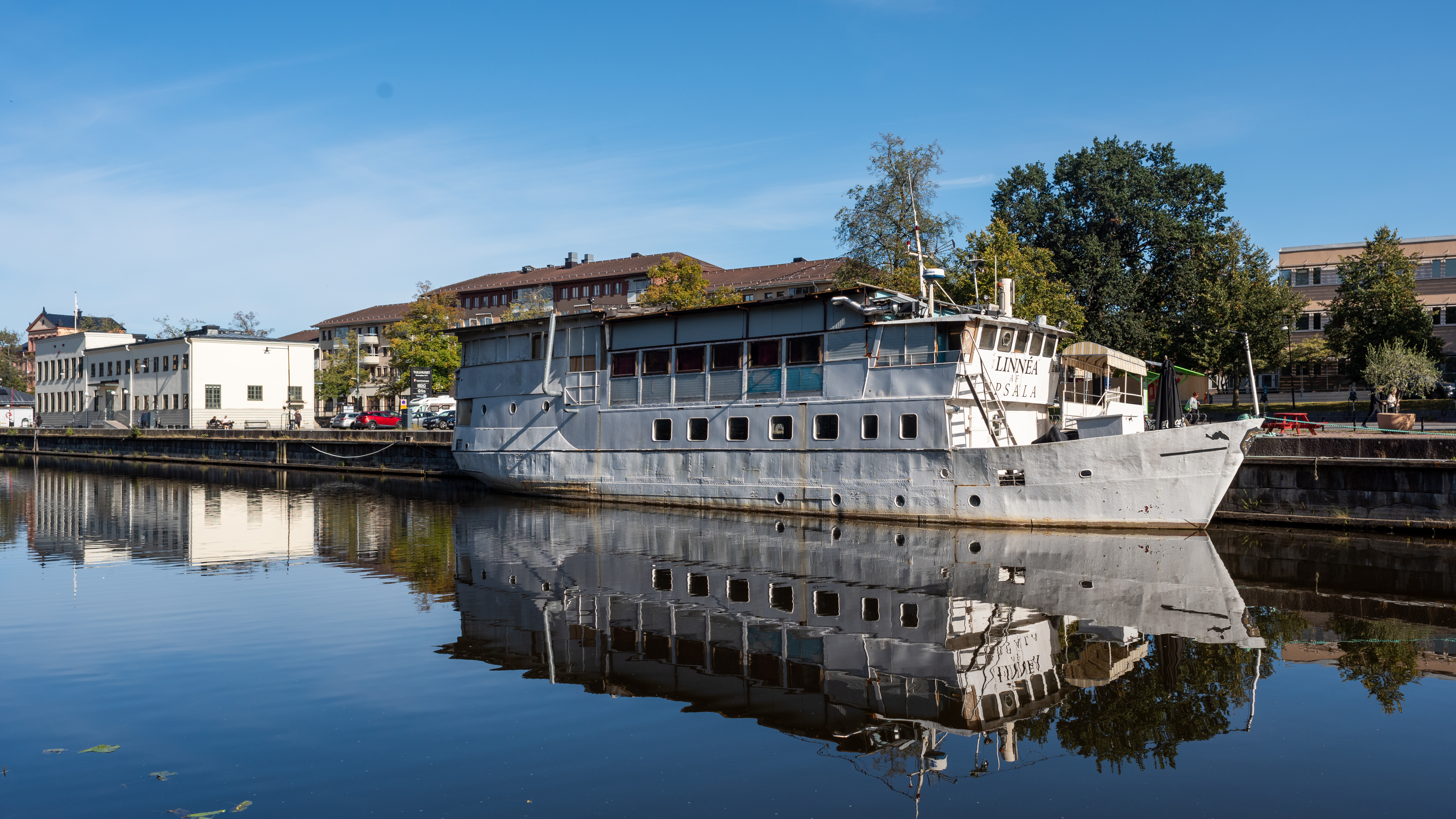
Linnéa af Upsala i Uppsala, september 2024.

Linnéa af Upsala är ett fartyg byggt 1921 vid NV Machinefabriek en Scheepswert de Waal i Nederländerna som tankmotorfartyg med namnet Shell VIII. Fartygets varvsnummer är 57. Skrovet är av stål.
Fartyget var ursprungligen utrustat med en Avance dieselmotor om 130 hk.
Passagerarkapacitet är 200 passagerare. Enligt notering i Motala verkstads förteckning över levererade produkter levererades båten till ”Linköpings Bolaget”.
| Fartygsdata | Vid leverans från varv | Idag       |
| ----------- | ---------------------- | ---------- |
| Längd öa    | 29,26 meter            | -          |
| Bredd       | 5,36 meter             | -          |
| Djupgående  | -                      | -          |
| Brt/Nrt     | 122/82 ton             | 175/ - ton |

Fartyget var utrustat med en tvåcylindrig ångmaskin, maskin nr 42, om 50 nom hk tillverkad vid Motala verkstad i Motala. Den gav fartyget en fart av 8 knop.

## Historik
- 1920	September. Fartyget beställdes tillsammans med tre systerfartyg.
- 1922	Levererad från NV Machinefabriek en Scheepswert de Waal som Shell VIII till  Rederi AB Semo i Stockholm.
- 1924	4 oktober. Grundstötte kl 2045 i hård vind och tjocka vid Kungsholmens fästning vid  Karlskrona under färd Limhamn-Karlskrona med 20 ton olja i lasten. Fartyget sprang  läck i maskinrummet.
- 1920-talet. Fartyget döptes om till Shell 8.
- 1934	9 december. Grundstötte nära Möens fyr under resa Hamburg-Köpenhamn med 107  ton kristallolja ombord. Tät dimma rådde vid olyckstillfället.
- 1937	Fartyget köptes av A/S Dansk-Engelsk Benzin & Petroleums Co i Köpenhamn. Det  döptes om till Shell II.
- 1937	10 augusti. Fartyget blev under resa Korsør-Aalborg påseglat av lotsbåten Hals  Barre. Fartyget hade 107 ton bensin ombord.  A/S Dansk-Engelsk Benzin & Petroleums Co bytte namn till AS Dansk Shell med  säte i Köpenhamn.
- 1968	Juni. Fartyget köptes av skrotfirman A/S H J Hansen i Odense och döptes om till  Iron II.
- 1968	Fartyget köptes av Arne Berntsson Oljecentrum AB i Djupvik[förtydliga] och registrerades  under svensk flagg. Fartyget byggdes om.
- 1970	Fartyget fanns i det svenska fartygsregistret under namnet Nobless I.
- 1974	Fartyget köptes av partrederiet Artpok (Åke Sigfrid Karlsson) i Göteborg och döptes  om till Artpok.
- 1980	Juli. Fartyget köptes av Bengt-Arne Olofsson i Halmstad för 150 000 kr. Det döptes om till Middelgrund af Halmstad.
- 1981	Fartyget byggdes om till passagerarfartyg för att användas för sportfisketurer.
- 1983	Augusti. Fartyget köptes av World Maritim University, FN-skolan WMU i Malmö  via Stiftelsen för Naturresurshushållning i Halmstad för 895 000 kr. Det döptes om  till WMU 01.
- 1984	 September. Fartyget byggdes om och renoverades vid Cityvarvet i Göteborg.
- 1985	Januari. Fartyget byggdes om och renoverades vid Kockums varv i Malmö för  205 000 kr.
- 1985	22 oktober. Fartyget köptes av Bengt-Arne Olofsson i Halmstad för 210 000 kr. FN-skolan hade vid denna tidpunkt lagt ner 1,1 miljoner kr på fartyget, utförda  el-reparationer ej inräknade. Fartyget återfick sitt namn Middelgrund af Halmstad. Fartyget registrerades på Dykcenter AB i Halmstad.
- 1987	Bengt-Arne Olofsson började trafikera Väderön och Dykcenter AB ändrade sitt namn till Rederi AB Väderön. Fartyget byggdes om till passagerarfartyg för 300  passagerare. Fartyget låg dock mestadels i Torekov som flytande restaurang och  kafé.
- 1988	Fartyget sattes i trafik på Torekov-Väderön men visade sig vara olämpligt då lastning  och lossning tog för lång tid.
- 1990	Fartyget köptes av Bråvikens Passagerartrafik AB i Mjölby för 1,8 miljoner kr. Det döptes om till Kolingen'.
- 1992	Fartyget köptes av Bråvikens Skärgårdsturer AB i Norrköping för 635 000 kr. Det  inreddes som restaurangfartyg med 48 bordsplatser, 70 platser i baren samt en  uteservering med 50 platser.
- 1995	Mars. Fartyget köptes av Lindön Rederi AB i Sjötorp för 900 000kr. Det döptes om  till Lindön II och sattes i trafik på Göta kanal.
- 1995	6 april. Fartyget avgick från Norrköping 08.20 och ankom till Hummelvikens varv i Gryt 14.40. Det drogs upp på slip för att bottenbesiktigas.
- 1995	15 maj. Premiärtur.
- 1995	16 september. Ombyggnad vid kaj i Sjötorp påbörjades. Styrhytten flyttades framåt, nytt kök och nytt exteriört utseende.
- 1996	5 maj. Premiärtur.
- 1998	Fartyget köptes av Chrissman Consulting & Trading AB i Skövde för 2,2 miljoner kr. Det sattes i trafik på Göta kanal.
- 2004	5 maj. Fartyget köptes av Ageton Shipping Ltd, c/o Nordea Trust Corporation i  Onchan på Isle of Man.
- 2005	Fartyget köptes av Ships & Care of Sweden AB i Karlstad. Det döptes inofficiellt om  till Sandön II.
- 2007	28 juni. Fartyget fotograferades av Krister Bång, vid Torsö med namnet Lindön II påmålat. Ships & Care of Sweden AB bytte namn till Håkans eko oljor AB.
- 2009	9 november. Fartyget köptes av Börjesson Shipping AB i Västra Frölunda.
- 2010	Fartyget köptes av Torsöviken AB i Sjötorp.
- 2010	1 mars. Fartyget köptes av M/S Glädje i Uppsala AB i Uppsala och döptes om till Linnéa af Upsala.
- 2016–18	Fartyget bytte ägare flera gånger.
- 2025	Fartyget köptes av T. Ekstrand Sjötjänst AB.
- 2025	26 april. Bogserbåten Ron Jeremy inledde bogsering av fartyget från Uppsala till Gävle. Efter några hundra meter på Fyrisån kolliderade fartyget med en flytbrygga, därefter med Vindbron och körde sedan fast i gyttjan. Dagen därpå kunde färden återupptas och fartyget tog sig till Liljeholmskajen i Stockholm.[4]
- 2025	29 april. Bogseringen fortsatte från Stockholm mot Gävle. I höjd med Vaxholm blev fartyget stoppat av Kustbevakningen som bedömde att det inte var sjövärdig. Det fick istället ta sig till Högmarsö varv.[4]